# Chỉ huy Hạm đội bậc 1

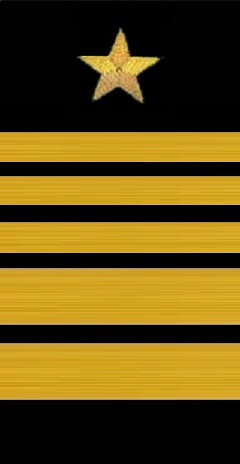
Cấp hiệu tay áo của Chỉ huy Hạm đội bậc 1

Chỉ huy Hạm đội bậc 1 (tiếng Nga: Флагман флота 1-го ранга) là cấp bậc quân quân sự cao cấp nhất của Hải quân Hồng quân công nông Liên Xô, được thành lập theo Nghị định của Ban Chấp hành Trung ương Liên Xô và Hội đồng Dân ủy Liên Xô ngày 22 tháng 9 năm 1935, được phê duyệt theo Nghị quyết số 2591 của Hội đồng Dân ủy Liên Xô cho Lực lượng Hải quân của Hồng quân Liên Xô ngày 22 tháng 9 năm 1935 và được công bố theo lệnh số 144 của Dân ủy Quốc phòng ngày 26 tháng 9 năm 1935. Cấp bậc này sau đó đã bị hủy bỏ ngày 7 tháng 5 năm 1940, liên quan đến việc giới thiệu hệ thống quân hàm mới được phê chuẩn bởi Nghị định của Đoàn chủ tịch Xô viết Tối cao Liên Xô "Về việc thành lập hệ thống quân hàm của sĩ quan chỉ huy cao cấp của Hải quân."

## Danh sách[3]
20/11/1935
- Mikhail Vladimirovich Viktorov - Chỉ huy Hạm đội Thái Bình Dương.
- Vladimir Mitrofanovich Orlov - Tư lệnh Lực lượng Hải quân của Hồng quân.